# Paradijsvogel (sterrenbeeld)

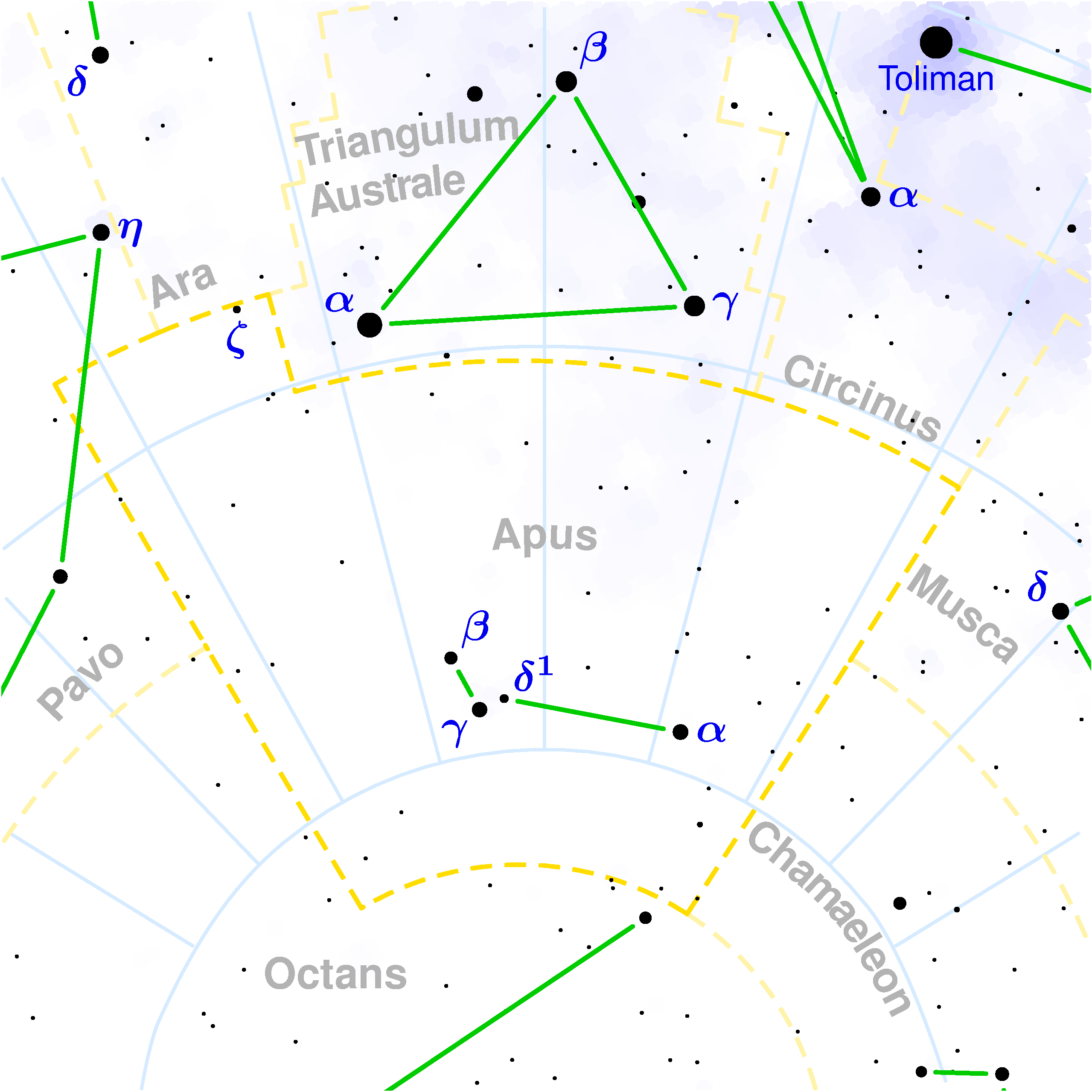
Kaart van het sterrenbeeld Paradijsvogel.

Paradijsvogel (Apus, afkorting Aps) is een sterrenbeeld aan de zuidelijke hemelkoepel, liggende tussen rechte klimming 13u 45m en 18u 17m en tussen declinatie −67° en −83°. Het is vanaf de breedte van de Benelux niet te zien. Het sterrenbeeld is in het najaar van 1597 (of in het voorjaar van 1598) geïntroduceerd door Petrus Plancius, uitgaande van waarnemingen door de zeevaarders Pieter Dircksz Keyser en Frederik de Houtman.

## Sterren
Het sterrenbeeld kent geen heldere sterren, de helderste, alpha Apodis, heeft magnitude 3,83.

## Telescopisch waarneembare objecten

### New General Catalogue(NGC)
NGC 5612, NGC 5799, NGC 5833, NGC 5967, NGC 5967A, NGC 6101, NGC 6151, NGC 6209, NGC 6392

### Index Catalogue (IC)
IC 4377, IC 4448, IC 4484, IC 4499, IC 4522, IC 4541, IC 4545, IC 4555, IC 4578, IC 4608, IC 4618, IC 4631, IC 4633, IC 4635, IC 4640, IC 4641, IC 4644, IC 4647, IC 4654, IC 4661
Alle deze IC objecten zijn extragalactische stelsels, die in 1900 en 1901 zijn ontdekt door de Amerikaanse astronoom DeLisle Stewart (1870-1941).

## Aangrenzende sterrenbeelden
(met de wijzers van de klok mee)
- Zuiderdriehoek (Triangulum Australe)
- Passer (Circinus)
- Vlieg (Musca)
- Kameleon (Chamaeleon)
- Octant (Octans)
- Pauw (Pavo)
- Altaar (Ara)